# Armeense roebel
De Armeense roebel was de onafhankelijke munteenheid van de Republiek Armenië en de Armeense Socialistische Sovjetrepubliek tussen 1919 en 1923. Het verving de eerste Transkaukasische roebel at pari en werd vervangen door de tweede Transkaukasische roebel nadat Armenië deel ging uitmaken van de Transkaukasische Socialistische Federatieve Sovjetrepubliek. Er werden geen onderverdelingen van de Armeense roebel uitgegeven en de munteenheid bestond alleen uit bankbiljetten.

## Bankbiljetten
Voorlopige biljetten werden uitgegeven door de Republiek Armenië in coupures van 5, 10, 25, 50, 100, 250, 500, 1.000, 5.000 en 10.000 Armeense roebel. De meeste waren vrij grof gedrukt met voornamelijk Russische tekst. Echter, drie echte bankbiljetten in coupures van 50, 100 en 250 roebel werden gedrukt in het Verenigd Koninkrijk door Waterlow and Sons Ltd. De biljetten werden ontworpen door kunstenaars Arshak Fetvadjian en Hakob Kojoyan. Deze biljetten zijn versierd met Armeense, Franse en Russische tekst.
De Armeense Socialistische Sovjetrepubliek gaf coupures uit tussen 5.000, 10.000, 25.000, 100.000, 500.000, 1.000.000 en 5.000.000 Armeense roebel. Deze biljetten droegen Armeense en Russische teksten samen met communistische slogans in verschillende talen op de keerzijden.